# Ryota Murata
Ryota Murata –en japonés: 村田諒太, Murata Ryota– (Nara, 12 de enero de 1986) es un deportista japonés que compitió en boxeo.
Participó en los Juegos Olímpicos de Londres 2012, obteniendo una medalla de oro en el peso medio. Ganó una medalla de plata en el Campeonato Mundial de Boxeo Aficionado de 2011, en el mismo peso.
En agosto de 2013 disputó su primera pelea como profesional. En octubre de 2017 conquistó el título de la AMB en la categoría de peso medio. En su carrera profesional tuvo en total 19 combates, con un registro de 16 victorias y 3 derrotas.
Se retiró de la competición en marzo de 2023.

## Palmarés internacional
| Juegos Olímpicos   | Juegos Olímpicos      | Juegos Olímpicos | Juegos Olímpicos |
| Año                | Lugar                 | Medalla          | Categoría        |
| ------------------ | --------------------- | ---------------- | ---------------- |
| 2012               | Londres (Reino Unido) | Medalla de oro   | 75 kg            |
| Campeonato Mundial |                       |                  |                  |
| Año                | Lugar                 | Medalla          | Categoría        |
| 2011               | Bakú (Azerbaiyán)     | Medalla de plata | 75 kg            |

## Récord profesional
| 16 Ganadas (13 KOs), 3 Derrotas |        |                       |      |              |            |                                                  |                                                      |
| Res.                            | Record | Oponente              | Tipo | Rd., Tiempo  | Datos      | Localidad                                        | Notas                                                |
| D                               | 16–3   | Gennady Golovkin      | TKO  | 9 (12), 2:11 | 09/04/2022 | Saitama Super Arena, Saitama                     | Pierde el título WBA (Super) del peso mediano        |
| V                               | 16–2   | Steven Butler         | TKO  | 5 (12), 2:45 | 23/12/2019 | Yokohama Arena, Yokohama                         | Retiene el título WBA (Regular) del peso mediano     |
| V                               | 15–2   | Rob Brant             | TKO  | 2 (12), 2:34 | 12/07/2019 | EDION Arena, Osaka                               | Gana el título WBA (Regular) del peso mediano        |
| D                               | 14–2   | Rob Brant             | UD   | 12           | 20/10/2018 | Park MGM, Las Vegas                              | Pierde el título WBA (Regular) del peso mediano      |
| V                               | 14–1   | Emanuele Blandamura   | TKO  | 8 (12), 2:56 | 15/04/2018 | Yokohama Arena, Yokohama                         | Retiene el título WBA (Regular) del peso mediano     |
| V                               | 13–1   | Hassan N'Dam N'Jikam  | RTD  | 7 (12), 3:00 | 22/10/2017 | Arena Kokugikan, Tokio                           | Gana el título WBA (Regular) del peso mediano        |
| D                               | 12–1   | Hassan N'Dam N'Jikam  | SD   | 12           | 20/05/2017 | Coliseo Ariake, Tokio                            | Por el título vacante WBA (Regular) del peso mediano |
| V                               | 12–0   | Bruno Sandoval        | KO   | 3 (10), 2:53 | 30/12/2016 | Coliseo Ariake, Tokio                            |                                                      |
| V                               | 11–0   | George Tahdooahnippah | TKO  | 1 (10), 1:52 | 23/07/2016 | Park MGM, Las Vegas                              |                                                      |
| V                               | 10–0   | Felipe Santos Pedroso | TKO  | 4 (10), 2:50 | 14/05/2016 | Centro de Conferencias y Exhibiciones, Hong Kong |                                                      |
| V                               | 9–0    | Gastón Vega           | KO   | 2 (10), 2:23 | 30/01/2016 | Oriental Sports Center, Shanghái                 |                                                      |
| V                               | 8–0    | Gunnar Jackson        | UD   | 10           | 7/11/2015  | Thomas & Mack Center, Paradise                   |                                                      |
| V                               | 7–0    | Douglas Damião Ataide | TKO  | 5 (10), 0:38 | 01/05/2015 | Gimnasio General de Ota, Tokio                   |                                                      |
| V                               | 6–0    | Jessie Nicklow        | UD   | 10           | 30/12/2014 | Gimnasio Metropolitano, Tokio                    |                                                      |
| V                               | 5–0    | Adrián Luna Flores    | UD   | 10           | 05/09/2014 | Gimnasio Nacional Yoyogi, Tokio                  |                                                      |
| V                               | 4–0    | Jesús Ángel Nerio     | KO   | 6 (10), 2:35 | 22/05/2014 | Shimazu Arena, Kioto                             |                                                      |
| V                               | 3–0    | Carlos Nascimento     | TKO  | 4 (8), 0:43  | 22/02/2014 | Cotai Arena, Macao                               |                                                      |
| V                               | 2–0    | Dave Peterson         | TKO  | 8 (8), 1:20  | 6/12/2013  | Arena Kokugikan, Tokio                           |                                                      |
| V                               | 1–0    | Akio Shibata          | TKO  | 2 (6), 2:24  | 25/08/2013 | Coliseo Ariake, Tokio                            | Debut profesional                                    |